# Nikola Stojković
Nikola Stojković (serbisch-kyrillisch Никола Стојковић; * 2. Februar 1995 in Smederevo) ist ein serbischer Fußballspieler.

## Karriere
Stojković begann seine Karriere beim FK Roter Stern Belgrad. Sein erstes und einziges Spiel für die Profis von Roter Stern in der SuperLiga machte er im Mai 2013 gegen den FK Vojvodina. Im Januar 2014 wurde er für eineinhalb Jahre an den Zweitligisten FK BSK Borča verliehen. In dieser Zeit absolvierte er 28 Partien für Borča in der Prva Liga. Zur Saison 2015/16 kehrte er nicht mehr zu Roter Stern zurück, sondern wechselte zum Ligakonkurrenten FK Metalac. In seiner ersten Spielzeit bei Metalac kam er zu 13 Einsätzen in der SuperLiga. In der Saison 2016/17 kam er zu 22 Einsätzen in der höchsten Spielklasse, aus der er mit dem Klub zu Saisonende allerdings abstieg. In der Spielzeit 2017/18 absolvierte er dann 19 Partien in der zweiten Liga.
Zur Saison 2018/19 wechselte Stojković zum Erstligisten FK Zemun. Für Zemun kam er zu 15 Einsätzen in der SuperLiga, ehe er mit dem Klub am Ende jener Spielzeit ebenfalls den Gang in die Zweitklassigkeit antreten musste. Daraufhin wechselte er zur Saison 2019/20 zum Neo-Ligakonkurrenten FK Smederevo. Für Smederevo absolvierte er 24 Zweitligapartien, zu Saisonende wurde der Verein allerdings aufgrund von Spielmanipulationen aus der zweiten Liga ausgeschlossen. Danach schloss er sich zur Saison 2020/21 dem Zweitligaaufsteiger FK Dubočica an. Für Dubočica kam er zu 25 Einsätzen in der Prva Liga, aus der er jedoch auch mit Dubočica abstieg.
Daraufhin kehrte er zur Saison 2021/22 zum Drittligisten Smederevo zurück. Im Februar 2022 wechselte der Mittelfeldspieler zum österreichischen Regionalligisten FC Mauerwerk. Für die Wiener kam er zu zwölf Einsätzen in der Regionalliga. Zur Saison 2022/23 kehrte er wieder zu Smederevo zurück.